# Nicolas Malebranche
Nicolas Malebranche (/nikɔˈlɑ malˈbrɑ̃ʃ/; Parigi, 6 agosto 1638 – Parigi, 13 ottobre 1715) è stato un filosofo e scienziato francese.
Religioso appartenente alla congregazione dell'Oratorio di Gesù e Maria Immacolata di Francia, inizialmente studioso del pensiero di Agostino d'Ippona, si dedicò in seguito alla filosofia cartesiana, divenendo, con il filosofo olandese Arnold Geulincx (1624-1669), un importante esponente dell'occasionalismo.

## Vita e opere
Malebranche nacque a Parigi il 6 agosto 1638. Suo padre era stato consigliere del re Luigi XIII e sua madre, sorella di un viceré del Canada, era di origine aristocratica. Nicolas era l'ultimo di dieci figli. Deforme per una malformazione alla spina dorsale e fragile di costituzione, ricevette la prima istruzione elementare da un insegnante privato, mostrando ben presto grandi doti intellettuali. La madre gli diede un'educazione religiosa che lo caratterizzò per il resto della sua vita. A sedici anni entrò nel collegio de La Marche per seguirvi un corso di filosofia. A partire dal 1656 studiò per tre anni, senza particolare interesse, teologia scolastica alla Sorbona.
Nel 1660, dopo la morte di sua madre seguita poco dopo da quella del padre, entrò nella congregazione dell'Oratorio, ispirata all'omonima fondazione romana di Filippo Neri. Nella Congregazione, fondata dal cardinale Pierre de Bérulle nel clima della Controriforma cattolica, «...trovò un ambiente molto favorevole allo sviluppo di una natura come la sua portata al raccoglimento dell'anima e alla concentrazione del pensiero. La vita ritirata e laboriosa degli oratoriani gli si addiceva perfettamente.» L'anno stesso della sua ordinazione sacerdotale, nel 1664, scoprì un'opera postuma di Cartesio, Traité de l'homme che studiò con grande interesse interpretandolo secondo i principi dell'occasionalismo, la dottrina elaborata da cartesiani francesi e olandesi nel decennio 1660-70, che egli contribuì a sviluppare ulteriormente.
Nella sua opera maggiore La ricerca della verità, pubblicata a Parigi nel 1674-75, si avanzavano prime differenze con il pensiero cartesiano divenute poi più profonde con i Chiarimenti, aggiunti nel 1678. È del 1676 un'opera di apologetica (le Conversazioni cristiane) in cui mette a confronto il creazionismo cristiano con il necessitarismo naturalistico di Spinoza, mostrandone i limiti rispetto a una visione finalistica dell'universo. Nel 1680 Malebranche pubblicò il Trattato della natura e della grazia che diede il via ad una lunga polemica con il teologo, filosofo e matematico francese, uno dei capofila del giansenismo, Antoine Arnauld (1612–1694) sui rapporti tra teologia e metafisica. Una definitiva sintesi del pensiero cristiano di Malebranche si ebbe con la pubblicazione delle Meditazioni cristiane e metafisiche (Colonia, 1683), del Trattato di morale (Rotterdam, 1684) e dei Colloqui sulla metafisica e sulla religione (1688). Nel 1696, dopo un lungo periodo di malattia, pubblicò i Colloqui sulla morte, mentre nel 1697 diede alle stampe il Trattato dell'amore di Dio, un'opera in polemica con il quietismo.
Nel 1699 fu nominato membro onorario dell'Académie des sciences. Nell'ultimo periodo della sua vita coltivò in modo particolare il calcolo infinitesimale e corresse le leggi di Cartesio sul moto; elaborò anche una teoria che spiegava la differenza dei colori in base alla frequenza delle vibrazioni. Nel 1708 con la pubblicazione del Dialogo d'un filosofo cristiano e d'un filosofo cinese sulla natura di Dio Malebranche polemizzava con la filosofia di Spinoza. Nello stesso anno della sua morte (1715) diede alle stampe l'ultima sua opera le Riflessioni sulla premonizione fisica in cui controbatteva la teoria della grazia dei tomisti radicali.

## Il pensiero

### Dio unico creatore
Malebranche non solo respinge la tradizionale concezione aristotelica  dell'anima come forma del corpo, ma, in ottemperanza al dualismo cartesiano, sostiene che fra anima e corpo non ci sia nessun rapporto e che nessun'azione che li colleghi sia possibile. È vero che l'anima possa pensare il suo corpo, ma l'anima in sé fa parte della natura eterna di Dio.
Gli uomini hanno l'illusione di poter agire nei confronti delle creature, e in questo senso i cristiani devono essere ancora considerati pagani e politeisti poiché essi credono che enti finiti possano causare degli effetti reali: ma causare vuol dire creare e la creazione appartiene solo a Dio. Gli esseri umani ignorano, come ha dimostrato l'occasionalismo, che vi è una netta separazione tra anima e corpo: essi non sanno che è Dio l'unico autore di tutto ciò che accade, Egli è l'unica vera causa di tutti gli eventi: le cause naturali non sono altro che mere "occasioni" in cui si manifesta la volontà divina.
Contrariamente alla rigida separazione cartesiana tra ragione e fede, Malebranche ritiene invece che queste debbano collaborare nella ricerca della verità. Quando appaiono contrasti tra le due facoltà, questi sono da imputare alla nostra corporeità corrotta dal peccato originale: da questa infelice condizione primigenia nasce anche l'errore che si manifesta quando i sentimenti e le sensazioni annebbiano il nostro intelletto e l'anima non è più in grado di guidare il corpo.

### Tutte le idee sono in Dio
Tutte le idee immutabili ed eterne, come quelle matematiche, che Cartesio pensava fossero proprie dell'uomo in quanto innate nella sua coscienza, in realtà fanno parte della sapienza divina.
In una concezione, detta ontologismo, che richiama il realismo platonico, Malebranche ritiene che le idee non siano i contenuti della cartesiana res cogitans ma archetipi delle cose, essenze presenti nella mente divina che noi possiamo conoscere in quanto la nostra anima fa parte dell'eternità di Dio. Noi cioè  siamo in grado, come già sosteneva Sant'Agostino, tramite l'illuminazione divina, di vedere le idee in Lui.
Le idee che possiamo vedere in Dio sono quelle che presentano la caratteristica della perfezione come le forme geometriche dei corpi mentre tutto ciò che conosciamo tramite le sensazioni, prive di oggettività, derivano dalle modificazioni dell'anima la quale del resto non conosciamo oggettivamente ma "sentimentalmente", attraverso la nostra coscienza soggettiva per cui l'esistenza delle anime altrui può essere soltanto ipotizzata. Neppure di Dio abbiamo una conoscenza ideale, ma solo quella consentita dalla partecipazione della nostra anima alla sua eterna natura.
Così non è possibile una dimostrazione razionale della res extensa cartesiana basata sul fatto che poiché io tendo a pensare che ci sia una causa esterna alla mie idee non posso credere che Dio, suprema verità, mi inganni in questa mia convinzione. Questo argomentare cartesiano è rifiutato da Malebranche: la nostra conoscenza dei corpi si basa solo sulla testimonianza della Sacre Scritture sulla creazione divina.
L'ontologismo di Malebranche condivide con l'Intelletto agente di Avicenna la tesi secondo la quale gli universali non sono elaborazioni dell'intelletto umano, bensì sono inviati alla nostra mente da una fonte esterna e soprasensibile. Anche secondo Malebranche, l'attivazione di questa realtà si manifesta all'occasione dell'esperienza sensibile.

### Il problema del male
Nel Trattato della natura e della grazia Malebranche presenta una nuova soluzione del fondamentale problema teologico dell'esistenza del male e della infinita bontà di Dio. Nell'età di Malebranche la scienza era arrivata alla conclusione che la natura fosse governata da poche e semplici leggi che si conservavano valide nel tempo e in ogni luogo. Dio per suo natura è buono, ma è soprattutto saggio e come tale non agisce secondo regole di volta in volta varie e diverse, ma conformemente a leggi generali stabilite una volta per sempre. Egli infatti mostrerà tanto più saggezza quanto più opererà nella natura facendo ricorso a un numero quanto più esiguo di decreti particolari.

Questo intervento minimo di Dio vale non solo per la natura, ma anche per la grazia (per la morale). Se infatti non sarebbe saggio che Dio con un decreto particolare intervenisse per far sì che la pioggia non cadesse nei mari ma solo nel deserto, altrettanto poco saggio sarebbe se egli intervenisse per aiutare un particolare uomo per non farlo cadere in tentazione. La teodicea precedente con Sant'Agostino negava l'esistenza metafisica del male, riducendolo ad una descrizione imperfetta dell'esistente; infatti, tutto ciò che esiste, essendo opera di Dio, è buono. Il male, quindi, dal punto di vista ontologico, non ha un atto di essere. Lo stesso Dio tuttavia permette il male, e questo rimane, per Agostino, aspetto misterioso legato però non all'opera di Dio ma al peccato. Malebranche si oppone a questa interpretazione "accessoria" del male sostenendone la reale esistenza che travaglia il mondo, che sarebbe migliore se non ci fosse.
Dio è in un certo senso costretto a tollerare l'esistenza del male perché nella sua infinita saggezza, che supera la sua bontà, non può intervenire ad alterare il normale corso delle cose con una moltitudine di particolari suoi decreti che renderebbero caotico il mondo della natura ordinato su leggi generali. La concezione di Malebranche basandosi sulla realtà del male portava argomenti a coloro che accusavano Dio di tollerare il male e il suo stesso teocentrismo occasionalista rendeva difficile trovare una giustificazione per un Dio che essendo unica causa di tutto doveva essere anche responsabile dei mali fisici e morali. Se poi era vero che anche tutto quello che l'uomo fa è consentito dalla volontà divina allora anche il peccato dipende da Dio.

### La Metafisica
La metafisica occupa un posto fondamentale nel pensiero di Malebranche:
(da una Lettera)
La metafisica è dunque il vero fondamento di tutti gli ambiti del pensiero e dell'azione. Si possono enunciare due principi razionali dell'occasionalismo di Malebranche:
- «Niente è più evidente del fatto che tutte le creature sono degli esseri particolari e che la ragione è universale e comune a tutti gli spiriti».
- «L'uomo non è luce a se stesso».

Poiché l'uomo è mistero a se stesso, la ragione è dunque l'oggetto del pensare. Ciò che noi pensiamo, è l'essere, perché non pensare nulla è non pensare affatto. Noi pensiamo, quindi l'Essere esiste: per Malebranche, il cogito cartesiano è la prova immediata dell'esistenza di Dio. Questo essere, è l'essere puro e semplice, l'essere senza restrizioni, senza divisioni, senza limitazioni, «in una parola l'essere». E in quanto pensiamo, siamo un frammento di questo essere:
Questo essere viene scoperto da noi in ciascuna delle nostre idee, che provengono dall'infinito. Prima dell'idea che possiamo farci di noi stessi, prima di ogni certezza circa la realtà del mondo esteriore, noi vediamo in noi stessi l'infinito; in noi stessi, vale a dire in Dio:

## Opere
- De la recherche de la vérité. Où l'on traite de la Nature de l'Esprit de l'homme, & de l'usage qu'il en doit faire pour éviter l'erreur dans les Sciences (“Della ricerca della verità. Dove si tratta della Natura dello Spirito dell'uomo, e dell'uso che bisogna farne per evitare l'errore nella Scienza”, 1674-75)
- Traité de la nature et de la grâce (“Trattato della natura e della grazia”, 1680)
- Conversations chrétiennes (“Conversazioni cristiane”)
- Traité de morale (“Trattato sulla morale”)
- Entretiens sur la métaphysique, sur la religion et sur la mort (“Colloqui sulla metafisica, la religione e la morte”, 1688)
- Traité de l'amour de Dieu (“Trattato sull'amore di Dio”)
- Entretien d'un philosophe chrétien et d'un philosophe chinois sur l'existence et la nature de Dieu - Paris 1708 (“Colloquio di un filosofo cristiano e di un filosofo cinese sull'esistenza e la natura di Dio”)
- Lettres à Dortous de Mairan (“Lettere a Dortous de Mairan”)
- Recueil de toutes les réponses à M. Arnauld (“Raccolta di tutte le risposte al signor Arnauld”)
- Réflexions sur la prémotion physique (“Riflessioni sulla premozione fisica“[12]

## Traduzioni italiane
- La ricerca della verità, Laterza, 2007.
- Brevi meditazioni, Rubbettino, 2003
- Conversazione di un filosofo cristiano e un filosofo cinese sull'esistenza e la natura di Dio, ETS, 2000
- Colloqui sulla metafisica, la religione e la morte, San Paolo edizioni, 2000
- Conversazioni cristiane, Olschki, 1999
- Trattato sull'amore di Dio. Lettere e risposta al r. P. Lamy, Guida, 1999
- Trattato dell'amore di Dio, Rusconi, 1997
- Trattato della natura e della grazia. Testo del 1712, Edizioni scientifiche italiane, 1994
- Trattato della natura e della grazia. Testo del 1680, ETS, 1992